# Lucy Aharish
Lucy Aharish (sinh ngày 18 tháng 9 năm 1981) là nhà báo, diễn viên, biên tập viên và là người Ả rập đầu tiên dẫn chương trình tại kênh truyền hình quốc gia Israel Tiếng Hebrew.

## Tiểu sử
Lucy Aharish chào đời vào ngày 18 tháng 9 năm 1981. Sinh ra trong một gia đình Ả Rập Hồi giáo sống tại một thị trấn nhỏ phía Nam của Dimona, Israel, Lucy được ảnh hưởng bởi hai nền văn hóa của Hồi giáo và đạo Do Thái. Cô là học sinh người Ả Rập duy nhất tại trường học. Năm 2015, cô đã được hiệu trưởng trường trung học cũ, Meir Cohen, tuyên dương là người có đóng góp to lớn trong công cuộc chống chủ nghĩa phân biệt chủng tộc.
Tháng 4/1987, khi Lucy hơn 5 tuổi, trong lúc vừa đi ra từ một cửa hàng quần áo và vào ô tô tại Gaza, cô và gia đình đã bị một kẻ khủng bố tấn công bằng Motolov Cocktail Chai cháy (vũ khí). Lucy và bố mẹ đã kịp thoát khỏi ô tô trong khi chiếc xe bốc cháy. Tuy nhiên, không may người em họ 3 tuổi của cô đã bị bỏng nặng và phải điều trị tại bệnh viện trong vài tháng. Vụ khủng bố là một cơn ác mộng, vẫn ám ảnh cô nhiều năm qua và khiến cô luôn tự hỏi tại sao lại có người độc ác đến như vậy. Sự kiện này đã ảnh hưởng đến định hướng nghề nghiệp của Lucy sau này.
Năm 18 tuổi, Lucy rời khỏi gia đình tại Domino và học tại trường Đại học Hebrew tại Jerusalem.

## Nghề nghiệp
Khi còn học phổ thông, Lucy chưa từng nghĩ mình sẽ trở thành nhà báo. Ước mơ của cô lúc đó là trở thành một diễn viên chuyên nghiệp với mong muốn sẽ truyền cảm hứng, khơi ngợi cảm xúc trong mỗi con người. Tuy nhiên, bố cô đã đưa ra lời khuyên rằng cô nên có một tấm bằng trước, sau đó cô có thể làm bất kỳ điều gì yêu thích. Sau đó, Lucy đã theo học về Kịch và Khoa học chính trị tại Đại học Hebrew. Tốt nghiệp đại học, cô tiếp tục theo học ngành báo trong 2 năm tại Koteret, Tel Aviv và có 6 tháng thực tập tại Đức.
Sau khi quay trở lại Israel, tháng 2/2007, cô chính thức được tuyển vào làm việc tại Kênh TV 10, là người dẫn chương trình Ả Rập - Israel đầu tiên tại đây. Quá trình làm phòng viên đưa tin cho đài truyền hình, Lucy thu lượm nhiều kinh nghiệm ở rất nhiều mảng thông tin khác nhau, như về mảng giải trí cho chương trình Guy Pines, hay những chủ đề liên quan tới trẻ em cho chương trình bản tin chiều của Kênh TV 1. Sau đó, cô đảm nhiệm công việc dẫn chương trình cho kênh truyền hình i24News và đã thực hiện cuộc phỏng vấn trực tuyến với nhà lãnh đạo của Hamas tại Gaza.
Đầu tháng 4/2017, cô đã có kêu gọi thủ lĩnh Ả Rập của nước Syria về việc nguy hiểm mà công dân của họ đang phải đối mặt sau những cuộc tấn công bằng khí gas.
Lucy vẫn tiếp tục theo đuổi ước mơ làm diễn viên của mình. Cô đã tham gia đóng một số bộ phim nổi tiếng của Israel. Một trong số đó là bộ phim Ice Bucket Challenge.
Tháng 4/2015, Lucy được chọn là 1 trong 12 người thắp ngọn đuốc trong ngày Quốc khánh của Israel.